# كلايد بارنهارت
كلايد بارنهارت (بالإنجليزية: Clyde Barnhart)‏ هو لاعب كرة قاعدة أمريكي، ولد في 29 ديسمبر 1895، وتوفي في 21 يناير 1980 في هاجرستاون في الولايات المتحدة.

## وصلات خارجية
- كلايد بارنهارت على موقعبيزبول رفرنس.كوم (الدوري الرئيسي) (الإنجليزية)
- كلايد بارنهارت على موقعبيزبول رفرنس.كوم (الدوري الثانوي) (الإنجليزية)
- كلايد بارنهارت على موقع إي إس بي إن.كوم (أم.أل.بي) (الإنجليزية)